# Trimellitsav
A trimellitsav (benzol-1,2,4-trikarbonsav) szerves vegyület, képlete C6H3(СООН)3. A három benzoltrikarbonsav izomer egyike.
Vízben, valamint alkoholban, éterben, dimetil-formamidban oldódik. Vanádium-pentoxiddal hevítve trimellitsav-anhidriddé alakul. Műgyanták, lágyítók, színezékek, tinták gyártásának köztiterméke.

## Fordítás
Ez a szócikk részben vagy egészben  a   Trimellitic acid című angol Wikipédia-szócikk ezen változatának fordításán alapul.  Az eredeti cikk szerkesztőit annak laptörténete sorolja fel. Ez a jelzés csupán a megfogalmazás eredetét és a szerzői jogokat jelzi, nem szolgál a cikkben szereplő információk forrásmegjelöléseként.